# Bundesinventar der Moorlandschaften von besonderer Schönheit und von nationaler Bedeutung

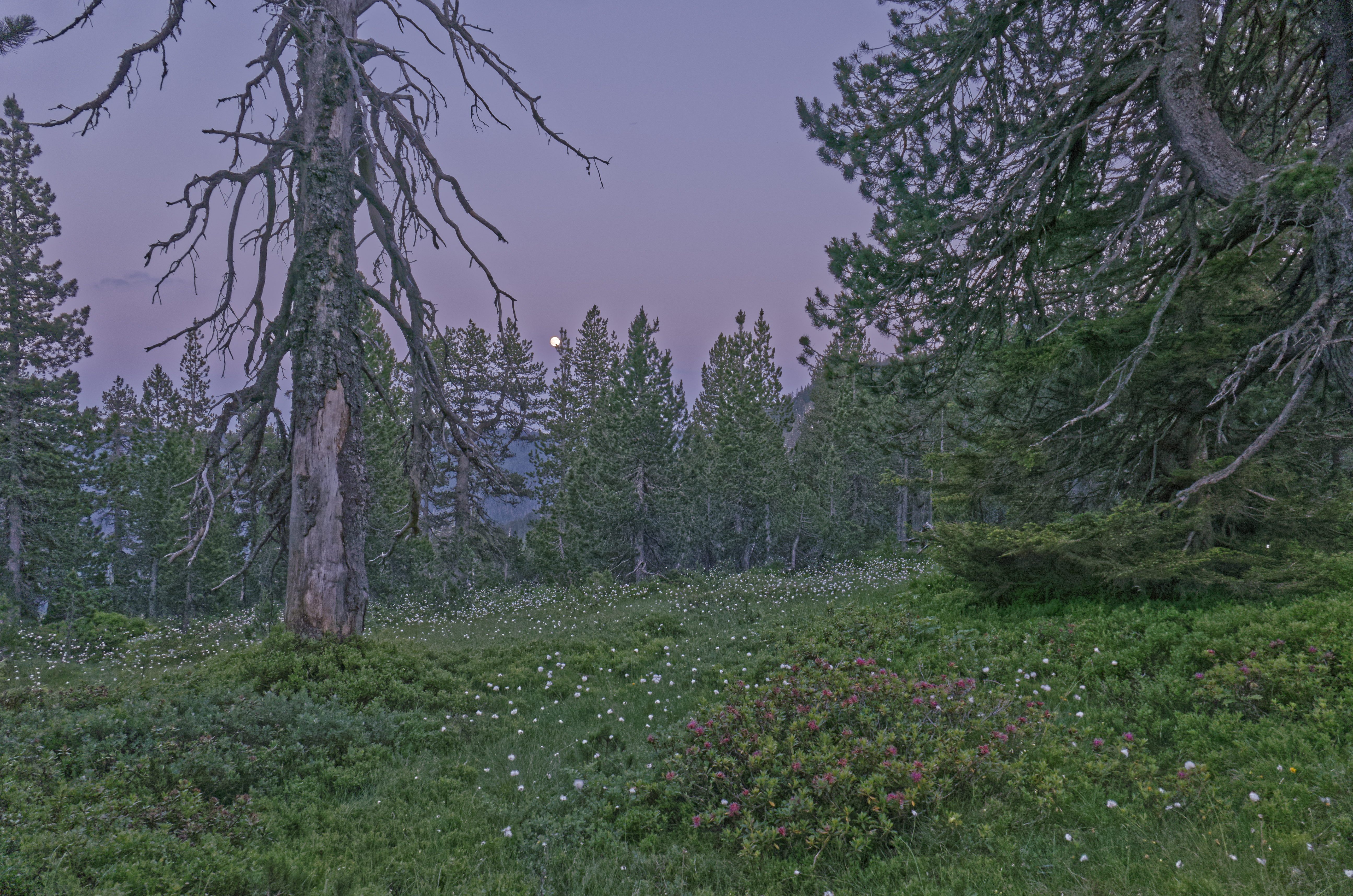
Auf der Hagleren ob Flühli wächst der für die Region typische Alpenrosen-Bergföhrenwald

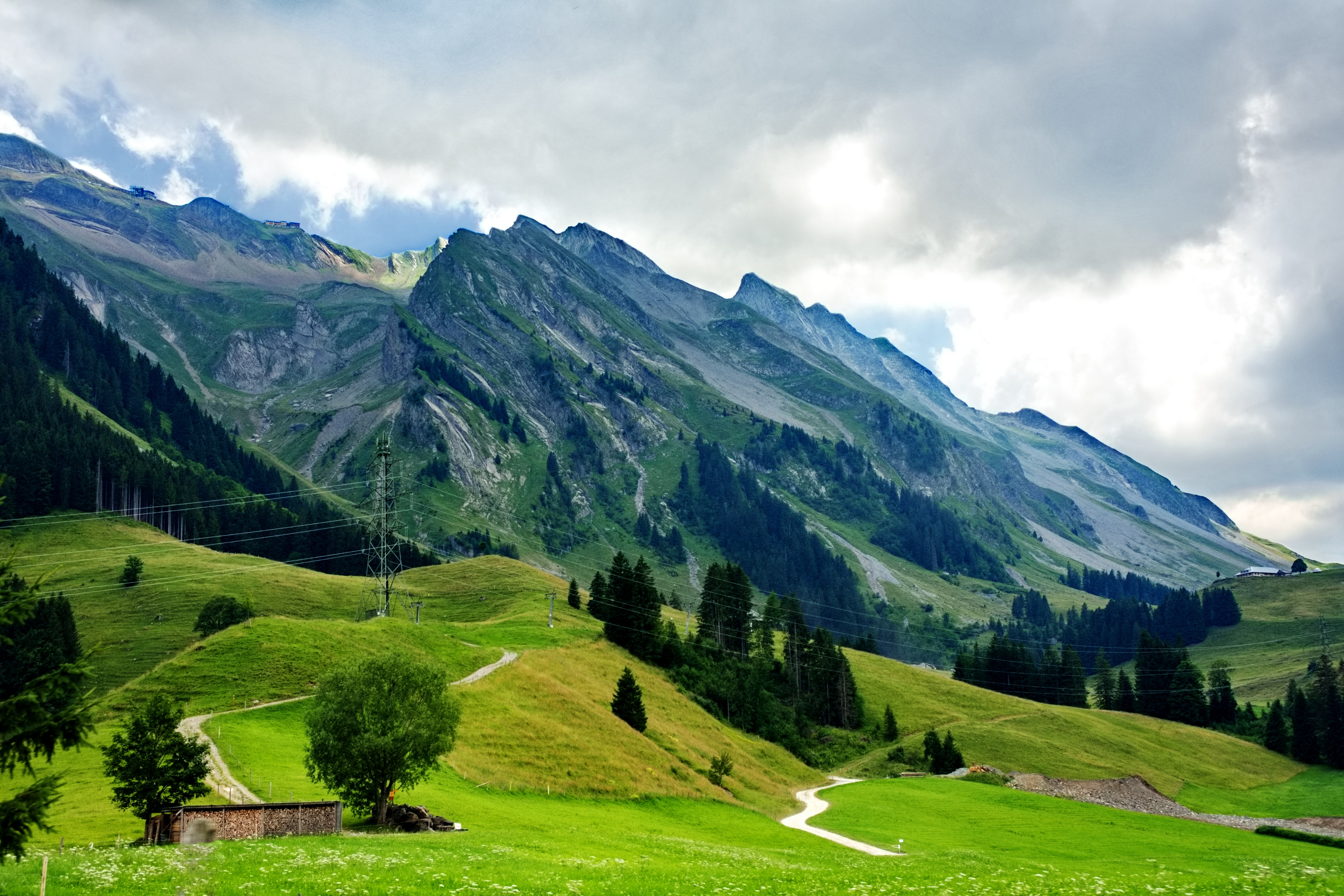
Brienzergrat, gesehen von der Panoramastrasse über den Glaubenbielen. Die Region gehört zum UNESCO-Biosphärenreservat Entlebuch.

Im Bundesinventar der Moorlandschaften von besonderer Schönheit und von nationaler Bedeutung sind die Landschaften der Schweiz registriert, die in besonderem Masse durch Moore geprägt sind und daneben auch andere bemerkenswerte Natur- und Kulturelemente beherbergen. Sie stellen für verschiedene Tier- und Pflanzenarten die letzten verbliebenen Lebensräume dar. Diese Moorlandschaften sind in der Schweiz durch die Moorlandschaftsverordnung vom 1. Mai 1996 (zuletzt revidiert am 1. November 2017) geschützt (französisch Ordonnance sur les sites marécageux, italienisch Ordinanza sulle zone palustri), die sich auf das Bundesgesetz vom 1. Juli 1966 über den Natur- und Heimatschutz stützt.
Die Moorlandschaftsverordnung legt fest, wer im Zusammenhang mit dem Moorlandschaftsinventar wofür zuständig ist. Demnach ist auf nationaler Ebene der Bund dafür zuständig, die national bedeutenden Moorlandschaften in einem Inventar aufzulisten, die Liste publik zu machen und nach gesetzlichen Vorgaben Entschädigungen an Landeigentümer auszurichten. Die Kantone legen nach Anhören der Grundeigentümer und Bewirtschafter den genauen Grenzverlauf der Objekte fest und treffen die zur Erhaltung der Objekte geeigneten Schutz- und Unterhaltsmassnahmen.

## Definition
Die Moorlandschaften sind zu unterscheiden von den Mooren, wie sie beispielsweise im Bundesinventar der Hoch- und Übergangsmoore und im Bundesinventar der Flachmoore definiert sind. Bei den Objekten dieser Inventare handelt es sich um Biotope. Eine Moorlandschaft im Sinne des Inventars der Moorlandschaften ist mehr als nur eine «Landschaft mit Moor». Der Ökologe Urs Hintermann umschreibt in seinem Schlussbericht zum Moorlandschafteninventar den Begriff der Moorlandschaft so: «Eine Moorlandschaft ist eine Landschaft, welche vom Mooraspekt dominiert wird. Sie muss schön und naturnah sein und in der Regel Weite, landschaftliche Einheit und Abgeschlossenheit aufweisen. […] Moorbiotope müssen die Landschaft in besonderem Masse prägen. Die moorfreie Umgebung muss zu den Mooren in enger ökologischer, biologischer, kultureller, visueller oder geschichtlicher Beziehung stehen, indem sie zum Beispiel ein moorlandschaftentypisches Besiedlungs- oder Erschliessungsmuster, typische Kulturelemente, charakteristische Landschaftsformen und geomorphologische Elemente oder eine moorlandschaftentypische Nutzung aufweist.» Solche Kulturelemente können z. B. Weidennutzung, Streuwiesen, zu Tristen geschichtetes Schnittgut, Lesesteinhaufen und -mauern, Zeugen des Torfabbaus, ein Wegnetz dem Rand von vermoorten Böden entlang, eine Streusiedlung oder Einzelbauten auf Erhöhungen über vermoorten Böden sein.

## Bewertung

### «Von nationaler Bedeutung»
Das Konzept der Selektion verfolgt zwei Ziele: Das Prädikat von nationaler Bedeutung erhalten Moorlandschaften, die als die besten eines Moorlandschaftstyps gewichtet werden, und solche, die dank ihrer Einzigartigkeit mit keinen anderen Moorlandschaften zu vergleichen sind. Das nationale Interesse ist es, diese Moorlandschaften zu erhalten. Deshalb kommt ihnen nationale Bedeutung zu. Daraus ergibt sich in der Praxis eine Abfolge von Fragen. Eine erste Selektion erfolgt aufgrund der Frage, die in Bezug auf jede potentielle Moorlandschaft beantwortet werden muss: Erfüllt das Objekt die Minimalanforderungen bezüglich Landschaftseigenschaften (Weite, Abgrenzung), Dominanz des Mooraspekts und der besonderen Schönheit? Und im positiven Fall erfolgt eine weitere Selektion anhand der Fragen: Gehört das Objekt zu den besten in einer Gruppe vergleichbarer Moorlandschaften? Oder: Ist das Objekt einmalig, das heisst, mit keiner anderen Moorlandschaft vergleichbar?

### «Von besonderer Schönheit»
In der Praxis ist die Unterscheidung zwischen von nationaler Bedeutung und von besonderer Schönheit nur in Ausnahmefällen relevant. Moorlandschaften, die nationale Bedeutung erlangen, sind in der Regel auch von besonderer Schönheit. Das liegt daran, dass die gleichen Eigenschaften, welche zu nationaler Bedeutung führen, auch besondere Schönheit zur Folge haben. Deshalb ist dieses Prädikat nicht in jedem Einzelfall zu beweisen. Es gibt Einzelfälle, wo sehr bedeutungsvollen Moorlandschaften die besondere Schönheit infolge starker Beeinträchtigung aberkannt bzw. stark beeinträchtigte Randgebiete ausgeschlossen werden mussten. In diesem Sinn ist das Attribut von besonderer Schönheit eher ein begrenzendes Element von Moorlandschaften nationaler Bedeutung und weniger eine gleichgewichtige Ergänzung des Attributs nationale Bedeutung.

## Schutzziele
Ziel der Moorlandschaftsverordnung ist der Schutz der Landschaft vor Veränderungen, welche die Schönheit oder die nationale Bedeutung beeinträchtigen, die Erhaltung der für die Moorlandschaften charakteristischen Elemente und Strukturen, die besondere Rücksicht auf die geschützten, gefährdeten und seltenen Pflanzen- und Tierarten und die Unterstützung der moor- und moorlandschaftstypischen nachhaltigen Nutzung.

## Erklärung der Spalten
- Objekt/(Swisstopo): ist die ID, die sich in Analogie zu den Biotopen von nationaler Bedeutung hier zusammensetzt aus dem Kantonskürzel gefolgt von einer Nummer. Zur besseren Lesbarkeit trennt ein Bindestrich das Präfix von der Nummer. Der Link führt zum passenden Kartenausschnitt von Swisstopo, der das entsprechende Schutzgebiet als farbig hervorgehobene Fläche wiedergibt. Ein Klick auf diese Fläche führt zu den Objekt-Informationen. Und von hier leitet der Link unten zum detaillierten Objekt-Blatt im PDF-Format. Bei den zwei grossräumigen Moorlandschaften BE/LU-13 und LU/OW-15 sind die Teilgebiete einzeln verlinkt, das verlinkte Objektblatt ist für alle Teilgebiete hingegen gemeinsam.
- Gebietsname/Lokalität: ist die offizielle Bezeichnung des Schutzgebietes und ist verlinkt mit dem entsprechenden Wikipedia-Artikel (wenn vorhanden) bzw. mit einem Abschnitt eines Wikipedia-Artikels (z. B. über eine Gemeinde, in der das Schutzgebiet liegt).
- Standort-Gemeinde(n): nennt die Gemeinde(n), in der/denen sich das Schutzgebiet befindet. Die Reihenfolge ist alphabetisch geordnet. Bei kantonsübergreifenden Gebieten steht das Kantonskürzel vor den Gemeinden. Auch in den Teilgebieten werden alle Gemeinden aufgelistet.
- Fläche in ha: gibt die Fläche des Schutzgebietes bzw. der Teilgebiete in Hektar wieder.
- Koordinaten: werden nur als Icon dargestellt; der Quellcode zeigt die Werte in einem internationalen Standard.
- im Bundesinventar seit: gibt das Jahr wieder, in dem das Objekt ins Bundesinventar aufgenommen wurde.
- Revision: gibt das Jahr wieder, in dem das Objekt/die Daten revidiert wurden.
- Bild: ist der Platz für ein Bild oder allenfalls für ein Tondokument. Hier kann die Vorlage Bilderwunsch als Platzhalter stehen. In diesem Fall erscheint der Wunsch auf einer Karte, die Bilderwünsche in geografischer Verteilung darstellt.

## Liste der Moorlandschaften von besonderer Schönheit und von nationaler Bedeutung
| Objekt-Nr. (Link zu Swisstopo)              | Bezeichnung                                               | Standortgemeinden | Fläche in ha | Koordinaten                                       | im Bundesinventar seit                            | Revision                                          | Bild oder                                         |
| ------------------------------------------- | --------------------------------------------------------- | --- | ------------ | ------------------------------------------------- | ------------------------------------------------- | ------------------------------------------------- | ------------------------------------------------- |
| SZ/ZG-1                                     | Rothenthurm                                               | Einsiedeln, Feusisberg, Rothenthurm, Oberägeri | 1138,38      | ⊙                                                 | 1996                                              | 2004                                              |                                                   |
| NE-2                                        | Les Ponts-de-Martel                                       | Brot-Plamboz, Les Ponts-de-Martel, Val-de-Travers | 1608,8       | ⊙                                                 | 1996                                              |                                                   |                                                   |
| SZ-3                                        | Schwantenau                                               | Einsiedeln | 383,94       | ⊙                                                 | 1996                                              |                                                   |                                                   |
| ZH-5                                        | Pfäffikersee                                              | Fehraltorf, Pfäffikon, Seegräben, Uster, Wetzikon | 1069,82      | ⊙                                                 | 1996                                              |                                                   | oder                                              |
| ZG-6                                        | Zugerberg                                                 | Walchwil, Zug | 520,8        | ⊙                                                 | 1996                                              | 2004                                              | oder                                              |
| BE/JU-7                                     | Etang de la Gruère                                        | Le Bémont, Montfaucon, Saignelégier, Tramelan | 201,1        | ⊙                                                 | 1996                                              |                                                   |                                                   |
| SG-8                                        | Hinter Höhi                                               | Amden, Nesslau | 590,3        | ⊙                                                 | 1996                                              |                                                   | oder                                              |
| VD-9                                        | La Vraconnaz                                              | Sainte-Croix | 195,0        | ⊙                                                 | 1996                                              |                                                   | oder                                              |
| SZ-10                                       | Breitried/Unteriberg                                      | Einsiedeln, Unteriberg | 544,5        | ⊙                                                 | 1996                                              |                                                   | oder                                              |
| BE-11                                       | Chaltenbrunnen                                            | Meiringen, Schattenhalb | 139,8        | ⊙                                                 | 1996                                              |                                                   | oder                                              |
| BE/JU-12                                    | La Chaux-des-Breuleux                                     | La Chaux-des-Breuleux, Les Breuleux, Mont-Tramelan, Saignelégier, Tramelan | 213,1        | ⊙                                                 | 1996                                              |                                                   | oder                                              |
| BE/LU-13 Teilgebiet 1: Salwiden             | Habkern/Sörenberg                                         | Beatenberg, Eriz, Flühli, Habkern, Horrenbach-Buchen, Niederried bei Interlaken, Oberried am Brienzersee, Ringgenberg, Schangnau, Sigriswil                                   | 2297,9       | ⊙                                                 | 1996                                              | 2007                                              | oder                                              |
| BE/LU-13 Teilgebiet 2: Nollen/Lombachalp    | Habkern/Sörenberg                                         | Beatenberg, Eriz, Flühli, Habkern, Horrenbach-Buchen, Niederried bei Interlaken, Oberried am Brienzersee, Ringgenberg, Schangnau, Sigriswil                                   | 4640,0       | ⊙                                                 | 1996                                              | 2007                                              |                                                   |
| BE/LU-13 Teilgebiet 3: Schwendallmi         | Habkern/Sörenberg                                         | Beatenberg, Eriz, Flühli, Habkern, Horrenbach-Buchen, Niederried bei Interlaken, Oberried am Brienzersee, Ringgenberg, Schangnau, Sigriswil                                   | 617,0        | ⊙                                                 | 1996                                              | 2007                                              | oder                                              |
| BE/LU-13 Teilgebiet 4: Trogenmoos           | Habkern/Sörenberg                                         | Beatenberg, Eriz, Flühli, Habkern, Horrenbach-Buchen, Niederried bei Interlaken, Oberried am Brienzersee, Ringgenberg, Schangnau, Sigriswil                                   | 2197,7       | ⊙                                                 | 1996                                              | 2007                                              | oder                                              |
| BE/LU-13 Teilgebiet 5: Bortallmi/Chüematte  | Habkern/Sörenberg                                         | Beatenberg, Eriz, Flühli, Habkern, Horrenbach-Buchen, Niederried bei Interlaken, Oberried am Brienzersee, Ringgenberg, Schangnau, Sigriswil                                   | 859,3        | ⊙                                                 | 1996                                              | 2007                                              | oder                                              |
| LU/OW-15 Teilgebiet 1: Hagleren             | Glaubenberg                                               | Alpnach, Entlebuch, Flühli, Giswil, Hasle, Sarnen, Schüpfheim, Schwarzenberg                                                                                                  | 1954,4       | ⊙                                                 | 1996                                              |                                                   | oder                                              |
| LU/OW-15 Teilgebiet 2: Gross Entlen         | Glaubenberg                                               | Alpnach, Entlebuch, Flühli, Giswil, Hasle, Sarnen, Schüpfheim, Schwarzenberg                                                                                                  | 2059,2       | ⊙                                                 | 1996                                              |                                                   |                                                   |
| LU/OW-15 Teilgebiet 3: Klein Schlierental   | Glaubenberg                                               | Alpnach, Entlebuch, Flühli, Giswil, Hasle, Sarnen, Schüpfheim, Schwarzenberg                                                                                                  | 1270,3       | ⊙                                                 | 1996                                              |                                                   | oder                                              |
| LU/OW-15 Teilgebiet 4: Unteres Schlierental | Glaubenberg                                               | Alpnach, Entlebuch, Flühli, Giswil, Hasle, Sarnen, Schüpfheim, Schwarzenberg                                                                                                  | 1138,5       | ⊙                                                 | 1996                                              |                                                   | oder                                              |
| LU/OW-15 Teilgebiet 5: Gross Schlierental   | Glaubenberg                                               | Alpnach, Entlebuch, Flühli, Giswil, Hasle, Sarnen, Schüpfheim, Schwarzenberg                                                                                                  | 1163,3       | ⊙                                                 | 1996                                              |                                                   | oder                                              |
| LU/OW-15 Teilgebiet 6: Wolfetsmatt          | Glaubenberg                                               | Alpnach, Entlebuch, Flühli, Giswil, Hasle, Sarnen, Schüpfheim, Schwarzenberg                                                                                                  | 1006,5       | ⊙                                                 | 1996                                              |                                                   | oder                                              |
| LU/OW-15 Teilgebiet 7: Glaubenberg          | Glaubenberg                                               | Alpnach, Entlebuch, Flühli, Giswil, Hasle, Sarnen, Schüpfheim, Schwarzenberg                                                                                                  | 1612,1       | ⊙                                                 | 1996                                              |                                                   | oder                                              |
| LU/OW-15 Teilgebiet 8: Ror                  | Glaubenberg                                               | Alpnach, Entlebuch, Flühli, Giswil, Hasle, Sarnen, Schüpfheim, Schwarzenberg                                                                                                  | 1483,1       | ⊙                                                 | 1996                                              |                                                   | oder                                              |
| LU/OW-15 Teilgebiet 9: Teufimatt            | Glaubenberg                                               | Alpnach, Entlebuch, Flühli, Giswil, Hasle, Sarnen, Schüpfheim, Schwarzenberg                                                                                                  | 441,7        | ⊙                                                 | 1996                                              |                                                   | oder                                              |
| LU/OW-15 Teilgebiet 10: Glaubenbielen       | Glaubenberg                                               | Alpnach, Entlebuch, Flühli, Giswil, Hasle, Sarnen, Schüpfheim, Schwarzenberg                                                                                                  | 829,1        | ⊙                                                 | 1996                                              |                                                   | oder                                              |
| BE-16                                       | Bellelay                                                  | Petit-Val, Saicourt | 445,7        | ⊙                                                 | 1996                                              | 2007                                              | oder                                              |
| BE-19                                       | Lauenensee                                                | Gsteig, Lauenen | 1247,5       | ⊙                                                 | 1996                                              |                                                   | oder                                              |
| VD-21                                       | Vallée de Joux                                            | L’Abbaye, Le Chenit | 881,8        | ⊙                                                 | 1996                                              | 2001                                              | oder                                              |
| SG-22                                       | Gamperfin                                                 | Grabs | 281,5        | ⊙                                                 | 1996                                              |                                                   | oder                                              |
| SZ-25                                       | Ibergeregg                                                | Alpthal, Einsiedeln, Oberiberg, Schwyz, Unteriberg | 2375,3       | ⊙                                                 | 1996                                              | 2007                                              | oder                                              |
| BE-27                                       | Les Pontins                                               | Saint-Imier, Sonvilier | 126,6        | ⊙                                                 | 1996                                              | 2007                                              | oder                                              |
| FR-33                                       | Les Gurles                                                | Grangettes, Marsens, Riaz, Sâles | 227,0        | ⊙                                                 | 1996                                              |                                                   | oder                                              |
| BE/JU-35                                    | La Chaux d'Abel                                           | Le Noirmont, Les Bois, Muriaux, Saint-Imier, Sonvilier | 193,9        | ⊙                                                 | 1996                                              | 2017                                              |                                                   |
| ZH-37                                       | Hirzel                                                    | Hirzel, Horgen, Schönenberg, Wädenswil | 479,6        | ⊙                                                 | 1996                                              |                                                   | oder                                              |
| BE-38                                       | Rotmoos/Eriz                                              | Eriz, Horrenbach-Buchen, Schangnau, Sigriswil | 3644,6       | ⊙                                                 | 1996                                              |                                                   | oder                                              |
| FR-39                                       | Lac de Lussy                                              | Châtel-Saint-Denis, Remaufens | 202,5        | ⊙                                                 | 1996                                              | 2004/17                                           |                                                   |
| GR-45                                       | God da Staz/Stazerwald                                    | Celerina/Schlarigna, St. Moritz | 467,4        | ⊙                                                 | 1996                                              |                                                   | oder                                              |
| GR-53                                       | San Bernardino                                            | Hinterrhein, Mesocco | 781,3        | ⊙                                                 | 1996                                              |                                                   | oder                                              |
| GL-55                                       | Schwändital                                               | Glarus Nord | 796,1        | ⊙                                                 | 1996                                              |                                                   | oder                                              |
| GR-56                                       | Alp Nadéls                                                | Trun | 161,6        | ⊙                                                 | 1996                                              |                                                   | oder                                              |
| SG-59                                       | Wolzenalp                                                 | Ebnat-Kappel, Nesslau | 475,2        | ⊙                                                 | 1996                                              |                                                   | oder                                              |
| AI/AR/SG-62                                 | Schwägalp                                                 | Hundwil, Nesslau, Schwende, Urnäsch, Wildhaus-Alt St. Johann | 2830,5       | ⊙                                                 | 1996                                              | 2004                                              | oder                                              |
| SG-66                                       | Chellen                                                   | Ebnat-Kappel, Hemberg, Nesslau, Wattwil | 661,1        | ⊙                                                 | 1996                                              |                                                   | oder                                              |
| VD-88                                       | Creux du Croue                                            | Arzier-Le Muids | 60,7         | ⊙                                                 | 1996                                              |                                                   | oder                                              |
| FR-93                                       | Le Niremont                                               | Châtel-Saint-Denis, Semsales | 401,3        | ⊙                                                 | 1996                                              |                                                   |                                                   |
| NE-94                                       | La Brévine                                                | La Brévine, La Chaux-du-Milieu, Le Cerneux-Péquignot | 1014,8       | ⊙                                                 | 1996                                              |                                                   | oder                                              |
| LU-98                                       | Klein Entlen                                              | Entlebuch, Flühli, Hasle, Schüpfheim | 2179,9       | ⊙                                                 | 1996                                              |                                                   | oder                                              |
| VD-99                                       | Col des Mosses/La Lécherette                              | Château-d’Oex, Ormont-Dessous | 1588,0       | ⊙                                                 | 1996                                              | 2001                                              | oder                                              |
| ZG-105                                      | Unterägeri                                                | Unterägeri, Zug | 258,4        | ⊙                                                 | 1996                                              | 2004                                              | oder                                              |
| ZH-106                                      | Wetzikon/Hinwil                                           | Dürnten, Gossau, Hinwil, Wetzikon | 361,7        | ⊙                                                 | 1996                                              | 2015                                              | oder                                              |
| GR-109                                      | Furner Berg                                               | Furna, Jenaz, Schiers | 368,9        | ⊙                                                 | 1996                                              |                                                   | oder                                              |
| UR-110                                      | Fulensee                                                  | Erstfeld | 158,9        | ⊙                                                 | 1996                                              |                                                   | oder                                              |
| BE-118                                      | Sparenmoos/Neuenberg                                      | Boltigen, Zweisimmen | 484,4        | ⊙                                                 | 1996                                              |                                                   | oder                                              |
| BE-119                                      | Haslerberg/Betelberg                                      | Lauenen, Lenk, Saanen | 541,3        | ⊙                                                 | 1996                                              |                                                   | oder                                              |
| SG-132                                      | Unter Hüttenbüel                                          | Ebnat-Kappel, Gommiswald, Wattwil | 633,6        | ⊙                                                 | 1996                                              |                                                   | oder                                              |
| BE-163                                      | Gurnigel/Gantrisch                                        | Blumenstein, Guggisberg, Riggisberg, Rüeggisberg, Rüschegg | 4502,5       | ⊙                                                 | 1996                                              |                                                   | oder                                              |
| TI-189                                      | Lucomagno/Dötra                                           | Blenio | 2745,4       | ⊙                                                 | 1996                                              |                                                   | oder                                              |
| UR-204                                      | Göscheneralp                                              | Göschenen | 169,8        | ⊙                                                 | 1996                                              |                                                   | oder                                              |
| GR-217                                      | Alp Flix                                                  | Surses | 692,4        | ⊙                                                 | 1996                                              |                                                   | oder                                              |
| GR-226                                      | Val Fenga                                                 | Scuol, Valsot | 1281,7       | ⊙                                                 | 1996                                              |                                                   | oder                                              |
| GR-227                                      | Faninpass                                                 | Arosa, Fideris, Jenaz | 701,0        | ⊙                                                 | 1996                                              |                                                   | oder                                              |
| NW/UR-232                                   | Oberbauen/Scheidegg                                       | Emmetten, Seelisberg | 471,7        | ⊙                                                 | 1996                                              |                                                   | oder                                              |
| SZ-235                                      | Sägel/Lauerzersee                                         | Arth, Lauerz, Steinen | 356,5        | ⊙                                                 | 1996                                              |                                                   | oder                                              |
| ZG/ZH-251                                   | Maschwander Allmend                                       | Cham, Hünenberg, Maschwanden, Obfelden | 386,1        | ⊙                                                 | 1996                                              | 2004                                              |                                                   |
| TI-260                                      | Piano di Magadino                                         | Cadenazzo, Cugnasco-Gerra, Gambarogno, Giubiasco, Gordola, Gudo, Locarno, Sant’Antonino, Sementina, Tenero-Contra                                                             | 1067,0       | ⊙                                                 | 1996                                              |                                                   | oder                                              |
| GR-263                                      | Val da Sett                                               | Surses | 811,5        | ⊙                                                 | 1996                                              |                                                   | oder                                              |
| GR-265                                      | Tamangur                                                  | Scuol, Val Müstair | 779,3        | ⊙                                                 | 1996                                              |                                                   | oder                                              |
| BE-268                                      | Grimsel (mit Teilgebieten Chessibidmer und Mederlouwenen) | Guttannen | 250,4        | ⊙                                                 | 2004                                              | 2007                                              |                                                   |
| BE-275                                      | Petersinsel                                               | Erlach, Twann-Tüscherz | 648,2        | ⊙                                                 | 1996                                              |                                                   |                                                   |
| BE-280                                      | Aare/Giessen                                              | Allmendingen, Belp, Muri bei Bern, Rubigen | 256,3        | ⊙                                                 | 1996                                              |                                                   |                                                   |
| VD-289                                      | Les Grangettes                                            | Noville, Villeneuve | 1006,1       | ⊙                                                 | 1996                                              | 2004                                              |                                                   |
| VD-296                                      | Le Marais des Monod                                       | Apples, Ballens, Mollens, Montricher, Pampigny | 140,2        | ⊙                                                 | 1996                                              |                                                   | oder                                              |
| VS-302                                      | Val de Réchy                                              | Anniviers, Grône, Mont-Noble, Saint-Martin | 1123,3       | ⊙                                                 | 1996                                              |                                                   | oder                                              |
| GR-315                                      | Maighels                                                  | Tujetsch | 472,2        | ⊙                                                 | 1996                                              |                                                   | oder                                              |
| SG-319                                      | Riet/Tamons                                               | Mels | 480,0        | ⊙                                                 | 1996                                              |                                                   | oder                                              |
| GR-320                                      | Tratza-Pany                                               | Luzein | 258,5        | ⊙                                                 | 1996                                              |                                                   | oder                                              |
| VS-322                                      | Albrun                                                    | Binn | 351,7        | ⊙                                                 | 1996                                              |                                                   | oder                                              |
| SG-324                                      | Vorder Höhi                                               | Amden, Nesslau, Wildhaus-Alt St. Johann | 794,1        | ⊙                                                 | 1996                                              |                                                   | oder                                              |
| TI-325                                      | Alpe di Chièra                                            | Faido, Quinto | 153,6        | ⊙                                                 | 1996                                              |                                                   | oder                                              |
| TI-326                                      | Monti di Medeglia                                         | Cadenazzo, Isone, Monteceneri | 157,3        | ⊙                                                 | 1996                                              | 2017                                              | oder                                              |
| BE-336                                      | Amsoldingen                                               | Amsoldingen, Stocken-Höfen, Thierachern, Uebeschi | 540,0        | ⊙                                                 | 1996                                              | 2004                                              | oder                                              |
| BE-339                                      | Albrist                                                   | St. Stephan | 333,3        | ⊙                                                 | 1996                                              |                                                   | oder                                              |
| TI-347                                      | Alpe Zaria                                                | Lavizzara | 222,1        | ⊙                                                 | 1996                                              |                                                   | oder                                              |
| SZ-351                                      | Frauenwinkel                                              | Freienbach | 335,5        | ⊙                                                 | 1996                                              |                                                   | oder                                              |
| GL/UR-357                                   | Urnerboden                                                | Glarus Süd, Spiringen | 403,0        | ⊙                                                 | 1996                                              |                                                   | oder                                              |
| GR-359                                      | Plaun Segnas Sut                                          | Flims, Laax | 207,3        | ⊙                                                 | 1996                                              |                                                   | oder                                              |
| GR-364                                      | Alp da Stierva                                            | Albula/Alvra, Surses, Zillis-Reischen | 598,6        | ⊙                                                 | 1996                                              |                                                   | oder                                              |
| GR-365                                      | Alp Anarosa                                               | Casti-Wergenstein | 306,5        | ⊙                                                 | 1996                                              |                                                   | oder                                              |
| GR-368                                      | Buffalora                                                 | Val Müstair | 316,6        | ⊙                                                 | 1996                                              |                                                   | oder                                              |
| GR-369                                      | Plan da San Franzesch                                     | Poschiavo | 93,0         | ⊙                                                 | 1996                                              |                                                   | oder                                              |
| LU-370                                      | Hilferenpass                                              | Escholzmatt-Marbach, Flühli | 1912,1       | ⊙                                                 | 1996                                              |                                                   | oder                                              |
| ZH-378                                      | Neeracher Ried                                            | Dielsdorf, Hochfelden, Höri, Neerach, Niederglatt, Niederhasli, Stadel, Steinmaur                                                                                             | 584,3        | ⊙                                                 | 1996                                              |                                                   | oder                                              |
| ZH-385                                      | Lützelsee                                                 | Bubikon, Gossau, Grüningen, Hombrechtikon, Oetwil am See, Stäfa | 697,7        | ⊙                                                 | 1996                                              | 2017                                              | oder                                              |
| SG-387                                      | Gräppelen                                                 | Wildhaus-Alt St. Johann | 438,3        | ⊙                                                 | 1996                                              |                                                   | oder                                              |
| BE-390                                      | Bachsee                                                   | Brienz, Grindelwald, Iseltwald | 460,2        | ⊙                                                 | 1996                                              |                                                   | oder                                              |
| BE-391                                      | Grosse Scheidegg                                          | Grindelwald | 590,7        | ⊙                                                 | 1996                                              |                                                   | oder                                              |
| GR-414                                      | Durannapass                                               | Arosa, Conters im Prättigau, Fideris, Klosters-Serneus | 379,2        | ⊙                                                 | 1996                                              | 2017                                              | oder                                              |
| BE/FR/NE/VD-416                             | Grande Cariçaie                                           | Cheseaux-Noréaz, Chevroux, Cheyres-Châbles, Cudrefin, Delley-Portalban, Estavayer, Gampelen, Gletterens, Ins, La Tène, Mont-Vully, Vully-les-Lacs, Yverdon-les-Bains, Yvonand | 5387,2       | ⊙                                                 | 1996                                              | 2001/07/17                                        | oder                                              |
| BE-419                                      | Steingletscher                                            | Innertkirchen | 151,3        | ⊙                                                 | 1996                                              |                                                   | oder                                              |
| AI/SG-420                                   | Fänerenspitz                                              | Altstätten, Oberriet, Rüte | 653,4        | ⊙                                                 | 1996                                              | 2004                                              | oder                                              |
| GR-421                                      | Val da Campasc/Passo del Bernina                          | Poschiavo | 323,4        | ⊙                                                 | 1996                                              |                                                   | oder                                              |
| 102                                         | Objekte insgesamt (Teilgebiete einzeln mitgezählt)        | Objekte insgesamt (Teilgebiete einzeln mitgezählt) | 89'497,24    | ha gesamte Auenfläche (Flächen der Einzelgebiete) | ha gesamte Auenfläche (Flächen der Einzelgebiete) | ha gesamte Auenfläche (Flächen der Einzelgebiete) | ha gesamte Auenfläche (Flächen der Einzelgebiete) |